# Mahindra Forgings Europe
Die Mahindra Forgings Europe (MFE) AG zählt zu den fünf größten Schmiedeunternehmen weltweit. Die Mahindra Forgings Europe gehört zur Mahindra Group, einem indischen Konzern, zu dem auch der Automobilzulieferer Mahindra & Mahindra Limited gehört. Mahindra Forgings Europes stellt Schmiedeteile für Fahrzeug- und Maschinenbau her.

## Standorte
Das Unternehmen betreibt folgende Standorte:
- Gesenkschmiede Schneider GmbH in Aalen (48° 49′ 51,9″ N, 10° 6′ 17,3″ O)
- Schöneweiss & Co. GmbH in Hagen (51° 19′ 9,1″ N, 7° 31′ 2,9″ O)
- Falkenroth Umformtechnik GmbH in Schalksmühle (51° 14′ 43,1″ N, 7° 31′ 21,7″ O)

Ein weiteres Tochterunternehmen war die Jeco-Jellinghaus GmbH in Gevelsberg (51° 19′ 23″ N, 7° 19′ 47″ O) deren Produktion jedoch 2015 eingestellt wurde.